# The Ocean Collective
The Ocean (znany również jako The Ocean Collective) – niemiecki zespół muzyczny grający muzykę z gatunku post-metal, zawierający jednocześnie w swoich utworach elementy metalu progresywnego, sludge metalu a także eksperymentu. Cechą charakterystyczną zespołu jest liczny, kilkunastoosobowy skład zawierający m.in. kilku wokalistów.
Zespół powstał w roku 2000 w Berlinie, a jego założycielem był gitarzysta i autor piosenek Robin Staps. Przez następne 2 lata ok. 40 członków dołączało i opuszczało grupę. W lipcu 2002 zespół zagrał swój pierwszy koncert w Berlinie, a niedługo potem wydał pierwszy album Islands/Tides.

## Dyskografia
Źródło:
Pogrubiono albumy studyjne.
- The Oceaan (2002, demo)
- Queen of the Food-Chain (2002, demo)
- Fogdiver (2003)
- FluXion (2004)
- The Ocean / Burst (2005, wraz z Burst)
- Queen of the Food-Chain / Inertia (2005, singel)
- Aeolian (2005)
- Precambrian (2007)
- Heliocentric (2010)
- Anthropocentric (2010)
- Anthropocentric / Heliocentric (2010, box set)
- The Grand Inquisitor (2012, EP)
- Pelagial (2013)
- Transcendental (2015, wraz z Mono)
- Phanerozoic I: Palaeozoic (2018)
- Phanerozoic II: Mesozoic/Cenozoic (2020)
- Phanerozoic Live (2021, album koncertowy)
- Holocene (2023)